# Tân Lâm Hương
Tân Lâm Hương là một xã thuộc thành phố Hà Tĩnh, tỉnh Hà Tĩnh, Việt Nam.
Tên của xã được ghép từ tên của ba xã cũ là Thạch Tân, Thạch Lâm và Thạch Hương.

## Địa lý
Xã Tân Lâm Hương nằm ở phía nam huyện Thạch Hà, có vị trí địa lý:
- Phía đông giáp huyện Cẩm Xuyên
- Phía tây giáp xã Thạch Đài và xã Thạch Xuân
- Phía nam giáp xã Nam Điền
- Phía bắc giáp thành phố Hà Tĩnh.

Xã Tân Lâm Hương có diện tích 20,59 km², dân số năm 2018 là 14.214 người, mật độ dân số đạt 690 người/km².
Từ xa xưa trên địa bàn xã này có tuyến kênh Nhà Lê nối từ  kinh đô Hoa Lư đến Đèo Ngang đi qua, là tuyến đường thủy đầu tiên trong lịch sử Việt Nam và được coi là tuyến đường Hồ Chí Minh trên sông vì những đóng góp cho các cuộc chiến tranh của người Việt.

## Lịch sử
Địa bàn xã Tân Lâm Hương hiện bay trước đây vốn là ba xã: Thạch Tân, Thạch Lâm, Thạch Hương.
Xã Thạch Lâm là một vùng đất nằm trong khúc quanh của sông Ngàn Mọ. Nằm giữa xã có ngọn núi thấp gọi là Rú Trò, trên núi có ngôi chùa khá lớn gọi là Tịnh Lâm Tự. Trước năm 1945 xã này được gọi là Đức Lâm, thuộc tổng Thượng Nhị, huyện Thạch Hà.
Về lịch sử, các di chỉ khảo cổ ở Rú Trò do Le Blaunte thực hiện năm 1932 và Nhóm của Bộ Văn hóa năm 1962 cho thấy người tiền sử đã tồn tại ở xung quanh chân Rú Trò.
Năm 1983, xã Thạch Hương được chia thành 2 xã Thạch Hương và Nam Hương.
Trước khi sáp nhập, xã Thạch Lâm có diện tích 5,06 km², dân số là 2.845 người, mật độ dân số đạt 562 người/km², có 6 thôn: Kỉ Các, Tiền Ngoại, La Xá, Phái Thượng, Phái Đông, Sơn Trình. Xã Thạch Tân có diện tích 9,40 km², dân số là 7.203 người, mật độ dân số đạt 766 người/km², có 12 xóm: Văn Minh, Mỹ Triều, Tân Hòa, Tiến Bộ, Bình Tiến, Trung Hòa, Tân Tiến, Đông Tân, Nhân Hòa, Thắng Hòa, 17, 18. Xã Thạch Hương có diện tích 6,13 km², dân số là 4.166 người, mật độ dân số đạt 680 người/km², có 7 thôn: Tân Hòa, Yên Trung, Trung Thành, Tân Tiến, Minh Đình, Hương Long, Hương Mỹ.
Ngày 21 tháng 11 năm 2019, Ủy ban Thường vụ Quốc hội ban hành Nghị quyết số 819/NQ-UBTVQH14 về việc sắp xếp các đơn vị hành chính cấp xã thuộc tỉnh Hà Tĩnh (nghị quyết có hiệu lực từ ngày 1 tháng 1 năm 2020). Theo đó, sáp nhập toàn bộ diện tích và dân số của ba xã Thạch Tân, Thạch Lâm, Thạch Hương thành xã Tân Lâm Hương.
Ngày 14 tháng 11 năm 2024, Ủy ban Thường vụ Quốc hội ban hành Nghị quyết số 1283/NQ-UBTVQH15 về việc sắp xếp các đơn vị hành chính cấp xã thuộc tỉnh Hà Tĩnh giai đoạn 2023–2025 (nghị quyết có hiệu lực từ ngày 1 tháng 1 năm 2025). Theo đó, xã Tân Lâm Hương sáp nhập vào thành phố Hà Tĩnh